# Лоренс (округ, Пенсильвания)
Округ Лоренс (англ. Lawrence County) располагается в штате Пенсильвания, США. Официально образован в 1849 году. По состоянию на 2010 год, численность населения составляла 91 108 человек.

## География
По данным Бюро переписи США, общая площадь округа равняется 940,171 км2, из которых 934,991 км2 суша и 5,180 км2 или 0,630 % это водоёмы.

## Население
По данным переписи населения 2000 года в округе проживает 94 643 жителя в составе 37 091 домашних хозяйств и 25 889 семей. Плотность населения составляет 101,00 человек на км2. На территории округа насчитывается 39 635 жилых строений, при плотности застройки около 42,00-х строений на км2. Расовый состав населения: белые — 94,98 %, афроамериканцы — 3,61 %, коренные американцы (индейцы) — 0,10 %, азиаты — 0,27 %, гавайцы — 0,01 %, представители других рас — 0,19 %, представители двух или более рас — 0,84 %. Испаноязычные составляли 0,56 % населения независимо от расы.
В составе 28,80 % из общего числа домашних хозяйств проживают дети в возрасте до 18 лет, 54,50 % домашних хозяйств представляют собой супружеские пары проживающие вместе, 11,50 % домашних хозяйств представляют собой одиноких женщин без супруга, 30,20 % домашних хозяйств не имеют отношения к семьям, 27,00 % домашних хозяйств состоят из одного человека, 14,40 % домашних хозяйств состоят из престарелых (65 лет и старше), проживающих в одиночестве. Средний размер домашнего хозяйства составляет 2,47 человека, и средний размер семьи 3,00 человека.
Возрастной состав округа: 23,10 % моложе 18 лет, 8,30 % от 18 до 24, 25,70 % от 25 до 44, 23,60 % от 45 до 64 и 23,60 % от 65 и старше. Средний возраст жителя округа 40 лет. На каждые 100 женщин приходится 90,60 мужчин. На каждые 100 женщин старше 18 лет приходится 86,90 мужчин.